# اسپرینگ ولی، شهرستان لیک، کالیفرنیا
اسپرینگ ولی (به انگلیسی: Spring Valley) یک منطقهٔ مسکونی در ایالات متحده آمریکا است که در شهرستان لیک، کالیفرنیا واقع شده است. اسپرینگ ولی ۱۲٫۸۸۳ کیلومتر مربع مساحت و ۸۴۵ نفر جمعیت دارد و ۴۸۱٫۸۹ متر بالاتر از سطح دریا واقع شده است.